# Рахбар, Фатима
Фатима Рахбар (перс. فاطمه رهبر‎ Fâtemeh Rahbar; 1964 — 7 марта 2020) — иранский политик, депутат иранского консервативного толка, член парламента Ирана, представлявшая округ Тегеран, Рей, Шемиранат и Эсламшахр.
Неоднократно избиралась членом парламента с 2004 года. Заняла 40 место на выборах по 32 мандатному округу.
Сразу же после выборов 2020 года Фатима Рахбар впала в кому 5 марта 2020 года из-за коронавирусной болезни 2019 года во время вспышки коронавируса в 2019—2020 годах.
Умерла 7 марта 2020 года из-за осложнений, вызванных этой болезнью.